# Ferenc Toma
Ferenc Toma (ur. 22 marca 1949 w Nagybánhegyes, zm. 14 grudnia 2011 w Budapeszcie) – węgierski zapaśnik walczący w stylu klasycznym. Olimpijczyk z Montrealu 1976, gdzie zajął trzynaste miejsce w kategorii 68 kg.
Szósty w mistrzostwach Europy w 1976 roku.
- Turniej w Montrealu 1976

Wygrał z Sergio Fiszmanem z Argentyny, a przegrał z Surenem Nałbandjanem z ZSRR i Szwedem Larsem Skiöldem.
Jego brat Mihály Toma również był zapaśnikiem, olimpijczykiem z 1976 i 1980.